# Lysitermus tritoma
Lysitermus tritoma är en stekelart som först beskrevs av Boucek 1956.  Lysitermus tritoma ingår i släktet Lysitermus och familjen bracksteklar. Inga underarter finns listade i Catalogue of Life.